# 激猿シアター
『激猿シアター 』（げきさるシアター）は、上西園茂宣による日本のギャグ漫画作品。1993年から『激鳥シアター』（げきとりシアター）、1994年から『激犬シアター』（げきいぬシアター）と改題している。

## 概要
1992年より、週刊少年サンデーで連載された4コマ漫画。タイトルの「激猿」とは、作者曰く「あほたれさん」という意味であり、その名の通り数々のアホなキャラクター達が登場するギャグ漫画としてスタートした。
しかし早い段階で「読者のアンケートが悪い」「面白くないという葉書が来た」などという自虐ネタが頻繁に使われるようになる。そして同年の第52号をもって、激猿シアターは不人気を理由に終了した。
ところが次号（1993年第1・2号）にて、干支に合わせて『激鳥シアター』という題名で連載再開、更に明くる1994年では『激犬シアター』と改題して1年間連載した。内容はほぼ変わらなかったため、実質連載は約2年半続いたことになる。
実際の人気が具体的にどの程度のものだったのかは読者は知る由もないが、本誌掲載時に「終わりそうで終わらないから、実は人気あるんじゃないかと思ったら間違いだ」という柱コメントが付いていたり、単行本裏表紙に「不人気・打ち切り旋風を巻き起こした」と書かれていたりと、とにかく「不人気である」という点を前面に押し出した作品だった。
各タイトルの略称は、「激猿」「激鳥」「激犬」であった。本誌掲載時はサブタイトルは付いていなかったが、単行本では「○○の章」（激犬では「○の夢」）というサブタイトルが付けられていた。
単行本は激鳥が全1巻で、激猿も同時収録（ただし他のサンデー連載作品のパロディ特集の回など、未収録回もある）。激犬も全1巻で、その連載後に描かれた作品『サクラにおまかせっ』も同時収録されていた。どちらも絶版となっているが、マンガ図書館Zにて電子書籍化されている。

## 主な登場人物

### マンガ君とその仲間（？）たち
マンガ君
常にEOSと書かれたTシャツを着て登場する青年漫画家。連載初期の頃は「作者自身のような、全部がそうではないようなキャラ」と紹介されていたが、いつの間にか作者の上西園その人となっていた。読者からつまらないと総攻撃されたり、担当から殴られたり、愛や恋に苛められたりと地獄の日々を送っている。
実は漫力（漫画を描くための力）が殆どない人物であり、激鳥の最終回では全ての漫力を使い果たして息絶える。しかし「漫画の神様」によって新たな命を与えられ、引き続き激犬を執筆した。次回作として『激猪シアター』の連載を準備していたが、ある事情から諦め、再び漫画賞を目指す作家の卵へと戻った。
ひろみ
マンガ君の相棒的存在である女性だが、彼との具体的な関係は不明。重病である「ウィルス性の痔」におかされており、寝たきりの生活を送っている。その特効薬となる「読者からの応援葉書」によって、完治寸前まで行ったと思われた。性格は控え目に見えるが、実は腹黒い。ひとみという名の姉がいる。
担当編集者
マンガ君の担当をしている、少年サンデーの編集者。逆立った髪形をした髭の男性。マンガ君の担当であることを心底嫌がっており、いっそ無職になった方がマシだとまで言い切っている。
愛（あい）
激鳥から登場。激猿終了と同時に突然登場しなくなったひろみに替わり、マンガ君の相棒となった女性。常に微笑みながら毒舌を吐いてマンガ君を苦しめ、仕事の邪魔をする。読者から「マンガ君の彼女なんですか?」と聞かれて首を釣ろうとしたこともあるが、嫌いというわけではないらしい。激犬の最終回までの丸2年間、登場していた。
恋（こい）
激犬から登場。愛の妹である女子高生。姉以上の毒舌家で、姉妹揃ってマンガ君を苦しめる。「お口上手」と呼ばれているらしい。
夢（ゆめ）
愛と恋の妹。やはり毒舌家。激犬の終盤に登場し、マンガ君を迎えに来たと語る。